# Botineras
Botineras é uma telenovela argentina produzida e exibida pela Telefe entre 24 de novembro de 2009 e 25 de agosto de 2010.
Foi protagonizada por Nicolás Cabré e Romina Gaetani e antagonizada por Isabel Macedo, Gonzalo Valenzuela e Damián de Santo.

## Sinopse
Cristian "Chiqui" Flores é um craque do futebol que vive em Espanha e retorna à Argentina para se casar com sua namorada, Margarita "Marga" Molinari, que tem todos os aspectos das mulheres aludidas. Mas o "Chiqui" também aterrissa com uma suspeita sobre seus ombros: a morte de seu maior rival no futebol naquele país, misteriosamente assassinado. Devido a essa suspeita, a polícia argentina e espanhola abrem uma investigação para tentar desvendar o crime.
A responsável por essa tarefa na Argentina é Laura Posse. Esse policial vai se infiltrar no mundo do futebol para se aproximar do "Chiqui" e investigar a realidade que rodeia Eduardo "Tato" Marin, representativo de Flores, e a Nino Paredes, advogado destes. E é Giselle López, a "rainha das Botineras", que vai a preparar para a missão. Giselle tem uma agência de modelos dedicados a colocar meninas no futebol.

## Elenco
- Nicolás Cabré como Cristian "Chiqui" Flores
- Romina Gaetani como Laura Posse
- Damián De Santo como Eduardo "Tato" Marín
- Florencia Peña como Giselle López
- Pablo Rago como Javier Salgado
- Gonzalo Valenzuela como Nino Paredes
- Tomás Fonzi como Adrián "Anguila" Muñiz
- Lola Berthet como Catalina Bellagamba
- Diego Reinhold como "Paul"
- Rodrigo Guirao Díaz como Walter Vázquez:
- Maximiliano Ghione como Marcos Ibarra '
- Christian Sancho como Manuel "Flaco" Riveiro:
- Lucas Ferraro como Fernando Rodríguez
- Luciano Cáceres como "Mono"
- Alan Sabbagh como Omar Torres
- Jennifer Williams como Vanina Etchegoyen
- Ezequiel Castaño como Gonzalo "Lalo" Roldán
- Guillermina Valdez como Liliana "Lili" Aramburu
- Emme como Irma Fonseca/Solange Cuchi
- Silvia Pérez como Ethel Molinari
- Graciela Pal como Mirta Rubinstein
- Roberto Carnaghi como Humberto Arregui
- Isabel Macedo como Margarita "Marga" Molinari
- Iván González como Alfio Ochoa
- Adrián Navarro como Andrés Cappa
- Jorge Martínezz como Jorge Rial
- Luciano Cazaux como D.T. Almada
- Ariel Bertone como Pérez
- Lola Banfi como Analía Baldomero
- Mariano Argento como Varela
- Mónica Ayos como Celeste
- Marcelo Savignone como Bacari
- Silvina Acosta como Silvia Land
- Toti Ciliberto como Tulio
- Leonora Balcarce como Mercedes Moro
- Alicia Muxo como Emilia Flores
- Ariel Staltari como "Oso"
- Daniel Peyrán como "Tano"
- Julieta Vallina como María Posse
- Agustina Córdova como "Candy"
- Adrián Yospe
- Alejo Ortiz como Román Lamas
- Juan Ignacio Machado como Rafael "Mostaza" Gómez
- Alejandro Cupito como Máximo
- Diego Echegoyen como Cárdenas
- David Masajnik como Abogado
- Mario Alarcón como Merlotti
- Luciana González Costa como Virginia
- Emilio Bardi como Felipe
- Laura Novoa como Sofía Rubinstein
- Daniel Valenzuela  como "Picadillo"
- Susana Ortiz como Hilda Gómez
- Chachi Telesco como Josefina
- Santiago Ríos como "Gurka"
- Rita Cortese como Emma Riganti
- Matías Apostolo como Vargas
- Victoria Onetto como Giselle Martino
- Dolores Sarmiento como Malena Salgado
- Max Berliner como "GG"
- Luis Ziembrowski como Roca

## Prêmios e Indicações
| Premio             | Categoría                       | Ator             | Resultado |
| ------------------ | ------------------------------- | ---------------- | --------- |
| Martín Fierro 2009 | Melhor telenovela               | Botineras        | Nominada  |
| Martín Fierro 2009 | Ator protagonista de novela     | Damián De Santo  | Nomeado   |
| Martín Fierro 2009 | Atriz protagonista de novela    | Romina Gaetani   | Nomeada   |
| Martín Fierro 2009 | Atriz protagonista de novela    | Isabel Macedo    | Nomeada   |
| Martín Fierro 2009 | Ator de reparto em comedia      | Diego Reinhold   | Ganhador  |
| Martín Fierro 2010 | Ator protagonista de novela     | Nicolás Cabré    | Nomeado   |
| Martín Fierro 2010 | Ator protagonista de novela     | Damián De Santo  | Nomeado   |
| Martín Fierro 2010 | Ator de reparto                 | Roberto Carnaghi | Nominado  |
| Martín Fierro 2010 | Participação especial em ficção | Pablo Rago       | Nomeado   |
| Martín Fierro 2010 | Participação especial em ficção | Victoria Onetto  | Nomeada   |